# Équipe de Nouvelle-Zélande de football à la Coupe des confédérations 2009
L'équipe de Nouvelle-Zélande de football participe à sa 3e Coupe des confédérations lors de l'édition 2009 qui se tient en Afrique du Sud du 14 juin 2009 au 28 juin 2009. Elle se rend à la compétition en tant que vainqueur de la Coupe d'Océanie 2008.
Les Néo-Zélandais sont éliminés en phase de poule en terminant derniers du groupe A derrière l'Espagne, l'Afrique du Sud et l'Irak.

## Résultats

### Phase de groupe
| Rang | Équipe           | Pts | J | G | N | P | Bp | Bc | Diff |
| ---- | ---------------- | --- | - | - | - | - | -- | -- | ---- |
| 1    | Espagne          | 9   | 3 | 3 | 0 | 0 | 8  | 0  | +8   |
| 2    | Afrique du Sud   | 4   | 3 | 1 | 1 | 1 | 2  | 2  | 0    |
| 3    | Irak             | 2   | 3 | 0 | 2 | 1 | 0  | 1  | -1   |
| 4    | Nouvelle-Zélande | 1   | 3 | 0 | 1 | 2 | 0  | 7  | -7   |

| 14 juin 2009                      | Nouvelle-Zélande | 0 - 5 | Espagne                                      | Royal Bafokeng Stadium, Rustenburg            |                                               |
| 20:30 · Historique des rencontres |                  |       | Torres 6e 14e 17e · Fàbregas 24e · Villa 48e | Spectateurs : 21 649 Arbitrage : Coffi Codjia | Spectateurs : 21 649 Arbitrage : Coffi Codjia |
| 20:30 · Historique des rencontres | (Rapport)        |       |                                              | Spectateurs : 21 649 Arbitrage : Coffi Codjia | Spectateurs : 21 649 Arbitrage : Coffi Codjia |

| 17 juin 2009                      | Afrique du Sud | 2 - 0 | Nouvelle-Zélande | Royal Bafokeng Stadium, Rustenburg                |                                                   |
| 20:00 · Historique des rencontres | Parker 21e 52e |       |                  | Spectateurs : 36 598 Arbitrage : Benito Archundia | Spectateurs : 36 598 Arbitrage : Benito Archundia |
| 20:00 · Historique des rencontres | (Rapport)      |       |                  | Spectateurs : 36 598 Arbitrage : Benito Archundia | Spectateurs : 36 598 Arbitrage : Benito Archundia |

| 20 juin 2009                      | Irak      | 0 - 0 | Nouvelle-Zélande | Ellis Park Stadium, Johannesbourg            |                                              |
| 20:00 · Historique des rencontres |           |       |                  | Spectateurs : 23 295 Arbitrage : Howard Webb | Spectateurs : 23 295 Arbitrage : Howard Webb |
| 20:00 · Historique des rencontres | (Rapport) |       |                  | Spectateurs : 23 295 Arbitrage : Howard Webb | Spectateurs : 23 295 Arbitrage : Howard Webb |

## Effectif
La liste des 23 joueurs néo-zélandais est donnée le 7 mai 2009. Statistiques arrêtées le 29 juin 2009.
| Numéro / Nom       | Numéro / Nom    | Equipe actuelle             | Sél.            | Date de naissance | J.              |                 |                 |                 |                 |
| Gardiens de but    | Gardiens de but | Gardiens de but             | Gardiens de but | Gardiens de but   | Gardiens de but | Gardiens de but | Gardiens de but | Gardiens de but | Gardiens de but |
| ------------------ | --------------- | --------------------------- | --------------- | ----------------- | --------------- | --------------- | --------------- | --------------- | --------------- |
| 23                 | James Bannatyne | Team Wellington             | 3 (0)           | 30 juin 1975      | 0               | 0               | 0               | 0               | 0               |
| 12                 | Glen Moss       | Melbourne Victory FC        | 14 (0)          | 19 janvier 1983   | 3               | 0               | 0               | 0               | 0               |
| 1                  | Mark Paston     | Wellington Phoenix FC       | 17 (0)          | 13 décembre 1976  | 0               | 0               | 0               | 0               | 0               |
| Défenseurs         |                 |                             |                 |                   |                 |                 |                 |                 |                 |
| 18                 | Andrew Boyens   | Red Bull New York           | 11 (0)          | 18 septembre 1983 | 3               | 0               | 1               | 0               | 0               |
| 3                  | Tony Lochhead   | Wellington Phoenix FC       | 23 (0)          | 12 janvier 1982   | 3               | 0               | 0               | 0               | 0               |
| 17                 | Dave Mulligan   | Wellington Phoenix FC       | 24 (3)          | 24 mars 1982      | 3               | 0               | 0               | 0               | 0               |
| 19                 | Steven Old      | Kilmarnock FC               | 17 (1)          | 17 février 1986   | 0               | 0               | 0               | 0               | 0               |
| 2                  | Aaron Scott     | Waitakere United            | 3 (0)           | 18 juillet 1986   | 1               | 0               | 0               | 0               | 0               |
| 5                  | Ben Sigmund     | Wellington Phoenix FC       | 9 (1)           | 3 février 1981    | 1               | 0               | 0               | 0               | 0               |
| 6                  | Ivan Vicelich   | Auckland City Football Club | 62 (6)          | 3 septembre 1976  | 3               | 0               | 1               | 0               | 0               |
| Milieux de terrain |                 |                             |                 |                   |                 |                 |                 |                 |                 |
| 13                 | Andrew Barron   | Team Wellington             | 8 (1)           | 24 décembre 1980  | 0               | 0               | 0               | 0               | 0               |
| 11                 | Leo Bertos      | Wellington Phoenix FC       | 27 (0)          | 20 décembre 1981  | 3               | 0               | 0               | 0               | 0               |
| 8                  | Tim Brown       | Wellington Phoenix FC       | 20 (0)          | 6 mars 1981       | 3               | 0               | 1               | 0               | 0               |
| 14                 | Jeremy Christie | Wellington Phoenix FC       | 20 (1)          | 22 mars 1983      | 3               | 0               | 1               | 0               | 0               |
| 7                  | Simon Elliott   | Earthquakes de San José     | 57 (6)          | 10 août 1974      | 3               | 0               | 0               | 0               | 0               |
| 16                 | Chris James     | Tampere United              | 12 (0)          | 4 juillet 1987    | 2               | 0               | 0               | 0               | 0               |
| 4                  | Duncan Oughton  | Crew de Columbus            | 25 (2)          | 14 juin 1977      | 1               | 0               | 0               | 0               | 0               |
| Attaquants         |                 |                             |                 |                   |                 |                 |                 |                 |                 |
| 21                 | Kris Bright     | Panserraikos FC             | 4 (1)           | 5 septembre 1986  | 1               | 0               | 0               | 0               | 0               |
| 15                 | Jeremy Brockie  | North Queensland Fury FC    | 15 (0)          | 7 octobre 1987    | 2               | 0               | 1               | 0               | 0               |
| 10                 | Chris Killen    | Celtic FC                   | 27 (10)         | 8 octobre 1981    | 3               | 0               | 0               | 0               | 0               |
| 9                  | Shane Smeltz    | Wellington Phoenix FC       | 23 (13)         | 29 septembre 1980 | 3               | 0               | 1               | 0               | 0               |
| 22                 | Jarrod Smith    | Seattle Sounders FC         | 12 (0)          | 20 juin 1984      | 0               | 0               | 0               | 0               | 0               |
| 20                 | Chris Wood      | West Bromwich Albion FC     | 3 (0)           | 7 décembre 1991   | 1               | 0               | 0               | 0               | 0               |
| Sélectionneur      |                 |                             |                 |                   |                 |                 |                 |                 |                 |
|                    | Ricki Herbert   |                             | 10 avril 1961   |                   |                 |                 |                 |                 |                 |

## Navigation